# Ступак Юліан Юрійович
Юліан Юрійович Ступак (нар. 28 серпня 2000, с. Ясинуватка Онуфріївського району (нині — Олександрійського району) Кіровоградської області — пом. 8 березня 2022, Харківська область) — лейтенант Збройних сил України, учасник російсько-української війни, Герой України, що загинув у ході російського вторгнення в Україну.

## Життєпис
Юліан Ступак народився 2000 року в с. Ясинуватка Онуфріївського району (нині — Олександрійського району) Кіровоградської області.
Навчався в середній загальноосвітній школі № 37 м. Дніпродзержинськ (з 2016 р. — Кам'янське) Дніпропетровській області.
У 2021 році закінчив Львівську академію Сухопутних військ імені гетьмана Петра Сагайдачного, навчався на факультеті бойового застосування військ. За рейтингом у навчанні офіцер опинився поміж тих, хто має право обирати майбутнє місце служби самостійно. Був переконаний, що кожен офіцер-випускник у наш час повинен «нюхнути пороху», тож свідомо обирав бойову бригаду. Військову службу проходив у складі 93-тьої окремої механізованої бригади «Холодний Яр».
Загинув 8 березня 2022 року під час виконання бойових завдань на території Харківської області, прикриваючи своїх побратимів.
В останньому бою він не зрадив себе і до останнього думав про підлеглих. Тоді по піхоті «працював» ворожий танк. Юліана зачепило осколком. Проте він виводив людей, які потрапили у складне становище, не могли вийти самостійно. Свій взвод витягував. І він ішов останнім, — розповів про загибель Ступака побратим.
Церемонія прощання відбулася 3 квітня 2022 року в рідному місті. Поховали Юліана Ступака на кладовищі с. Ясинуватка (нині — Онуфріївської селищної громади Олександрійського району) Кіровоградської області.
28 червня 2023 року в День Конституції України, президент України Володимир Зеленський передав орден «Золота Зірка» членам родини загиблого Героя України.

## Нагороди
- звання «Герой України» з удостоєнням ордена «Золота Зірка» (2022, посмертно) — за особисту мужність і героїзм, виявлені у захисті державного суверенітету та територіальної цілісності України, вірність військовій присязі[10].